# Скалеа
Скалѐа (на италиански: Scalea, на местен диалект Scalìa, Скалия) е морски курортен град и община в Южна Италия, провинция Козенца, регион Калабрия. Разположен е на брега на Тиренско море. Населението на общината е 10 330 души (към 2013 г.).